# Chitala lopis
Chitala lopis era una especie de pez del género Chitala que se encontraba en el sudeste asiático. Podía alcanzar un largo de 150 cm (4,92 pies), clasificándose como pez de agua dulce y demersal.

## Distribución
Habitaba en el Sureste Asiático: Borneo, Sumatra y Java. Se ha citado en la cuenca del Mekong.
Estaba protegido en Indonesia como Notopterus sp. sp.